# 2017年岡比亞國民議會選舉
甘比亞於2017年4月6日舉行國民議會選舉。這是阿達馬·巴羅就任甘比亞總統以來的首次國民議會選舉，聯合民主黨獲得壓倒性勝利，
獲得53個席位中的31個。

## 選舉制度
甘比亞國民議會的53名議員是從單一選區以簡單多數票選出的。